# 龙仁乡
龙仁乡（藏語：ལུང་རིང།，威利转写：lung ring），是中华人民共和国西藏自治区拉萨市当雄县下辖的一个乡镇级行政单位。

## 行政区划
龙仁乡下辖以下地区：
龙仁村、郭庆村和曲登羊阁村。